# Гайсин (станція)
Гайсин — проміжна залізнична станція Жмеринської дирекції Південно-Західної залізниці на неелектрифікованій  лінії Вінниця — Зятківці між станціями Ситківці (26 км) та Зятківці (17 км). Розташована у однойменному місті Вінницької області. Станція Гайсин є передатною — наступна станція Зятківці, яка підпорядкована Одеській залізниці.

## Історія
Станція під назвою Гайсин відкрита наприкінці 1890-х років XIX століття. Раніше вона знаходилася за межами міста, проте вже через декілька років її перейменували на станцію Губник (таку назву станція має і понині), а назву Гайсин отримала нова станція, яка відкрита в середмісті, коли була добудована у 1899 році вузькоколійна залізниця Вінниця — Гайворон. Звідси курсували поїзди під паровозною тягою навіть в таку далечінь на той час, як Голта та Житомир.
У 1970—1980-х роках спочатку була перешита залізниця на колію 1520 мм, згодом повністю відмовилися від затратних паровозів на користь тепловозів.
На початку 2000-х років  настав занепад станції, стан колій різко погіршився, було обмежено маршрути руху поїздів, бо найчастіше порушувався графік руху, а згодом приміський поїзд почав курсувати лише один раз на день, а незабаром — по днях тижня. Було декілька спроб скасувати поїзди взагалі, проте щоразу мешканці виходили на протести.
У 2008 році, після проведення капітального ремонту колій, хоч і не скрізь, але рух поїздів був відновлений і навіть був пришвидшений графік руху, однак не на тривалий час — з 2013 по 2015 роки пасажирський рух був припинений взагалі. На той же час станція продовжувала роботу, на якій здійснювалося навантажування вантажних вагонів, у касі вокзалу навіть була можливість придбати проїзні квитки на всі поїзди «Укрзалізниці».
Поширилювалися чутки, що залізницю мали взагалі розібрати, мешканці міста обурювалися, що «каміння й дрова возять, а людей — ні», але все-таки під тиском громадськості з 13 грудня 2015 року рух поїздів було відновлено.

## Пасажирське сполучення

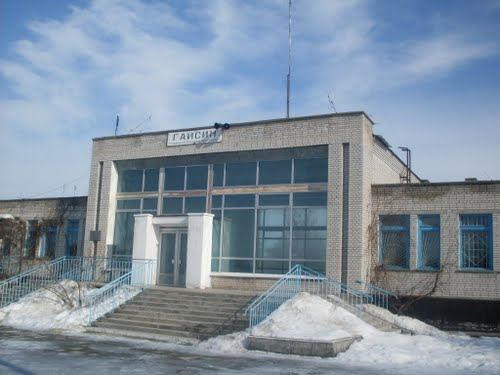
Вокзал станції Гайсин

З 5 жовтня 2021 року відновлено рух приміського поїзда сполученням Гайворон — Вінниця, який курсує щоденно. В складі поїзда курсують два вагони безпересадкового сполучення (купейний та плацкартний) Київ — Гайворон по днях тижня. Придбати квитки у київські вагони треба заздалегідь, на відміну від решти вагонів поїзда.
Сусідня станція Зятківці є вузловою, на якій зупиняються приміські дизель-поїзди сполученням Вапнярка — Умань.